# Estrada de Ferro Donna Thereza Christina

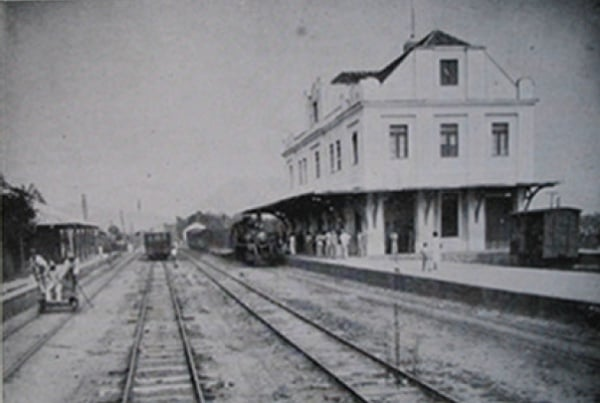
Estação Nossa Senhora da Piedade, Tubarão

A Estrada de Ferro Donna Thereza Christina, também chamada de EFDTC, foi uma ferrovia construída por ingleses no sul de Santa Catarina, entre os anos de 1880 e 1884, especialmente para transportar carvão mineral para o porto de Imbituba, extraído inicialmente da região de Lauro Müller.

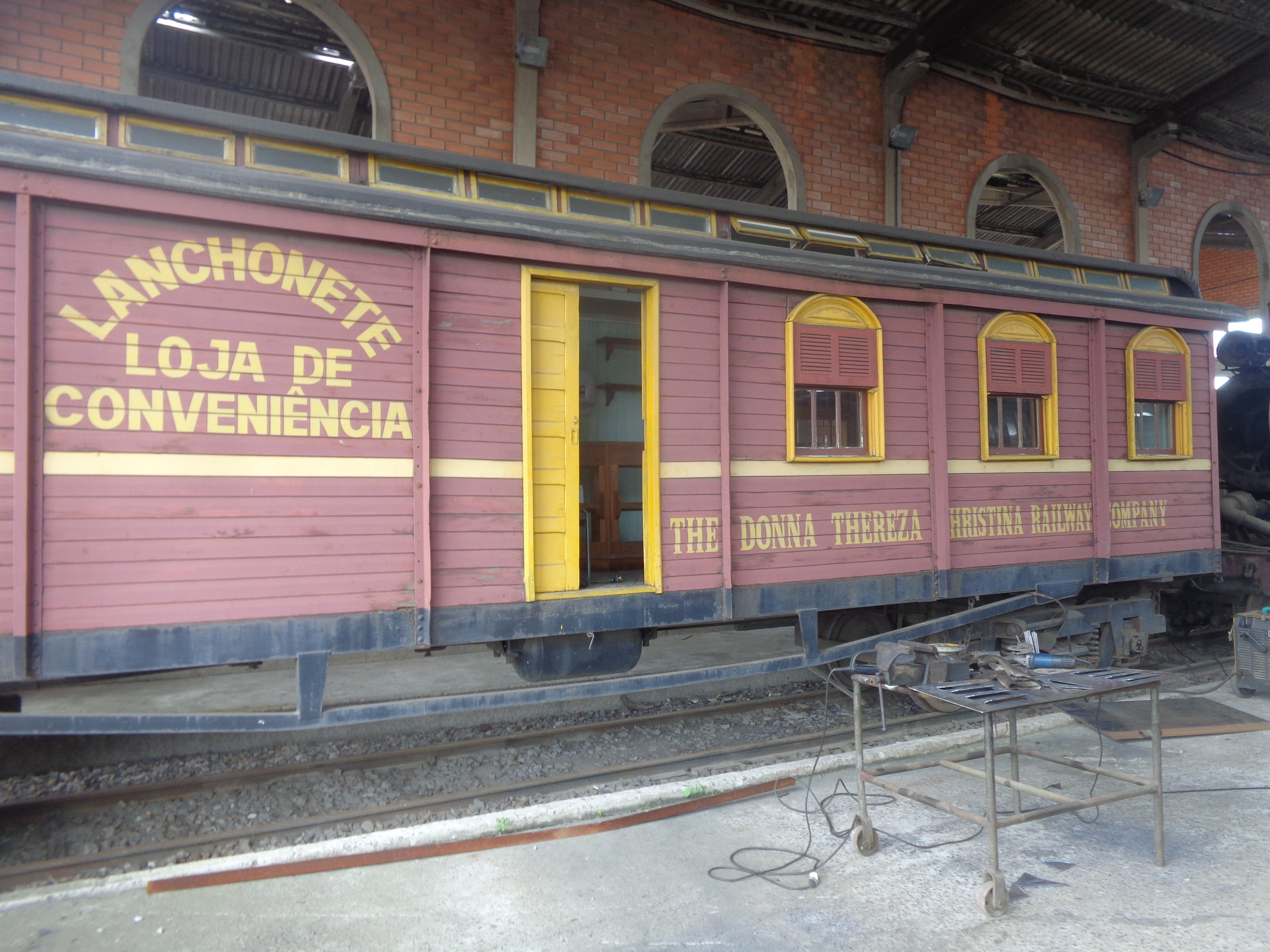
Vagão lanchonete da EFDTC, no acervo do Museu Ferroviário de Tubarão

Entretanto, a empresa não prosperou, e a concessão foi encampada pelo governo federal em 1902. Sua concessão a partir de 1997 pertence à Ferrovia Tereza Cristina por um período de 30 anos.

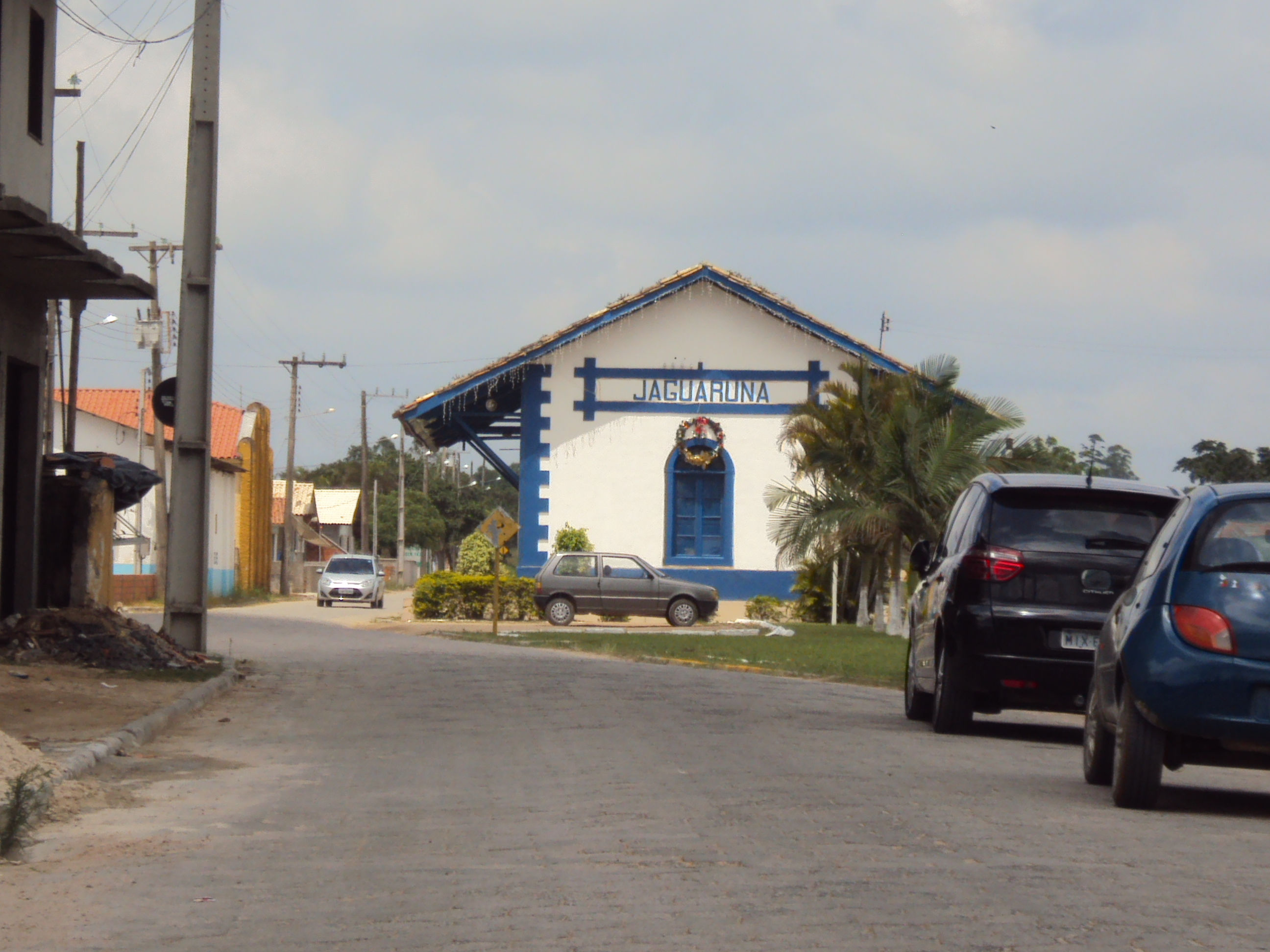
Estação Ferroviária de Jaguaruna, 2012

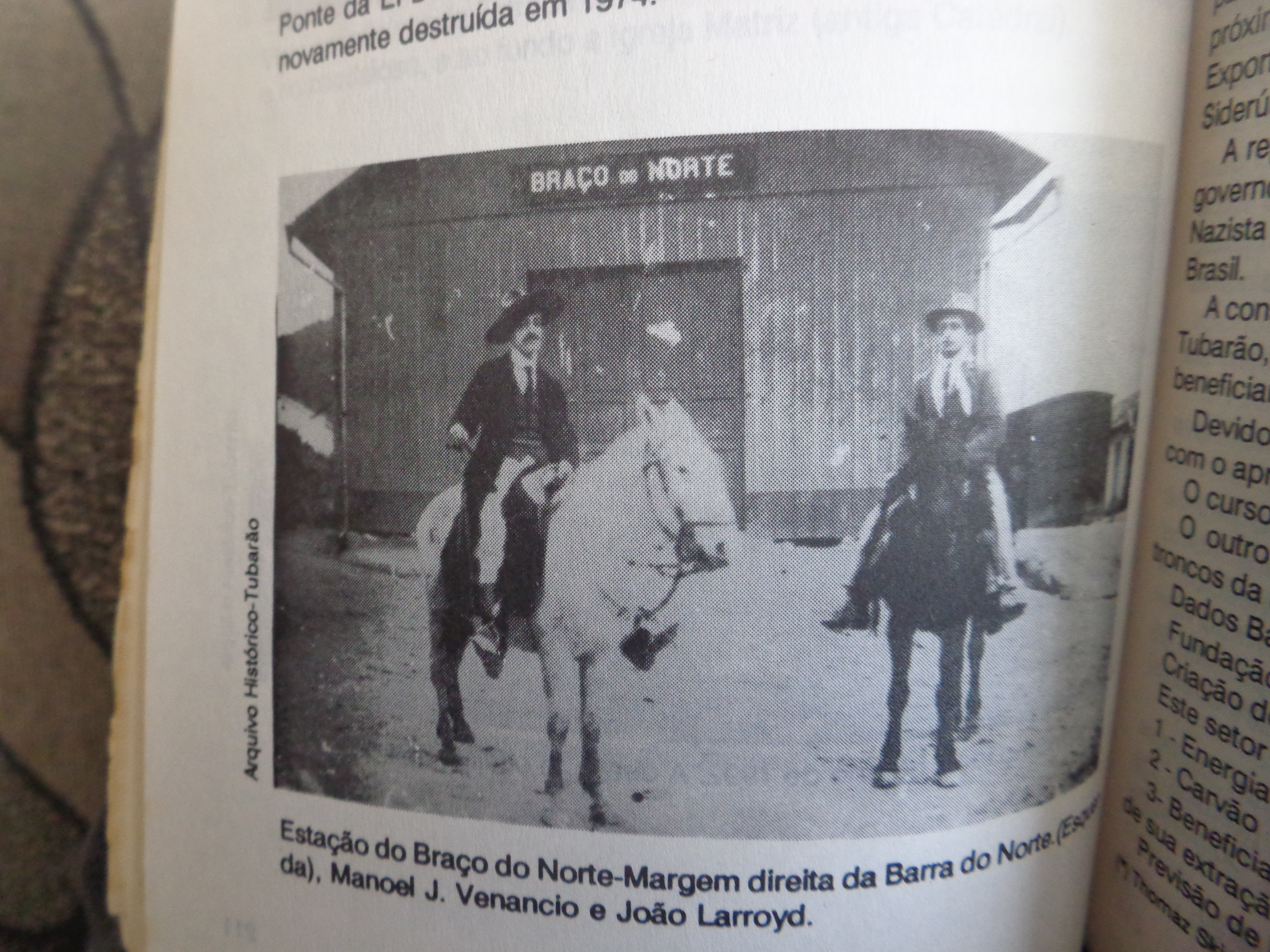
Antiga estação Braço do Norte da EFDTC em Barra do Norte, destruída na enchente de 1974

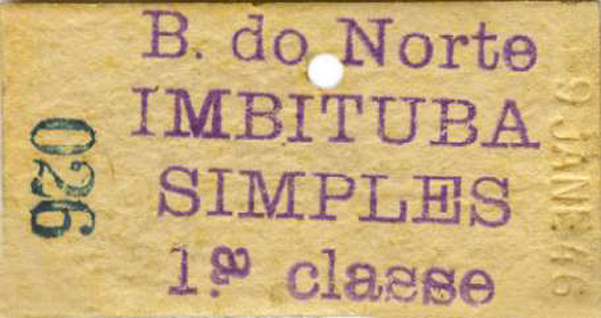
Bilhete de passagem da EFDTC da estação Braço do Norte a Imbituba, 9 de janeiro de 1946

## História
A história da ferrovia remonta à descoberta do carvão mineral em solo catarinense. Em meados da década de 1830, tropeiros que faziam o transporte de mantimentos entre Laguna e o planalto serrano, margeando o Rio Tubarão, descobriram acidentalmente algumas pedras que se incendiavam. Não tardou para que a notícia se espalhasse pela região. Em 1832 iniciou-se o primeiro processo de lavra nas cabeceiras do Rio Tubarão. A mineração seguiu fracamente nas primeiras décadas, até que em 1861 o segundo visconde de Barbacena, Felisberto Caldeira Brant Pontes, adquire terras devolutas no lugar denominado Passa Dois, próximo às nascentes do Rio Tubarão, fundando, em conjunto de investidores ingleses, uma companhia de mineração, a The Tubarão Coal Mining Company Limited e uma companhia de transporte férreo, a Donna Thereza Christina Railway Co. Ltd.
O visconde de Barbacena, fazendo valer seu trânsito pela Corte Imperial, consegue em 1874 a concessão para a construção da ferrovia, com seus estudos concluídos em 1878. Pela intervenção do imperador, a ferrovia recebeu o nome de sua esposa, a imperatriz dona Teresa Cristina de Bourbon-Duas Sicílias.
A construção se inicia em 1880, pela empresa James Perry Co., com engenheiros próprios e também trazidos do Rio de Janeiro, então capital do país, como o teuto-brasileiro Roberto Schiefler. A mão de obra empregada era em sua maioria de imigrantes italianos, que aportaram na região alguns anos antes. A estrada de ferro foi inaugurada em 1 de setembro de 1884, ao som da banda musical de Imaruí. No ano de 1887, a ferrovia teve grande parte de sua malha destruída por forte enchente do Rio Tubarão. As águas arrancaram a ponte da Passagem, paralisando a ferrovia por três meses.
O prejuízo decorrente iniciou o desinteresse dos investidores ingleses na região, aliado à baixa qualidade do carvão catarinense. Estes fatos culminaram com a desistência dos ingleses e a consequente encampação da ferrovia pelo governo brasileiro, em 1902. A sede da ferrovia, estabelecida em Imbituba, foi transferida para Tubarão, no ano de 1906, onde se mantém até os dias de hoje.
Após novas descobertas de carvão na região de Criciúma, a ferrovia foi arrendada pela Companhia Brasileira Carbonífera Araranguá (CBCA). Um novo ramal foi construído, interligando as novas minas, em Criciúma, ao trecho já existente em 1919. Seis anos mais tarde outro trecho foi construído, desta vez ligando até Urussanga, passando pela estação de Esplanada. A cidade de Araranguá recebeu os trilhos da ferrovia em 1927.
O arrendamento da CBCA terminou em 1940. Nestes anos, com a Segunda Guerra Mundial em andamento, o governo brasileiro de Getúlio Vargas celebra com o governo americano os Acordos de Washington, criando o parque siderúrgico nacional e impulsionando novamente a extração de carvão no sul de Santa Catarina. A ferrovia Dona Teresa Cristina tem papel fundamental neste quadro, realizando o transporte do carvão das minas aos portos de Imbituba e ao Porto de Laguna.
Em 1957, é incorporada ao patrimônio da estatal RFFSA – Rede Ferroviária Federal SA. O estabelecimento da Indústria Carboquímica Catarinense (ICC) em Imbituba, no ano de 1978, com o objetivo de aproveitar os rejeitos piritosos do carvão como fonte de enxofre, aumenta significantemente a demanda de transporte ferroviário.
A segunda crise do Petróleo aumentou o interesse pelo uso do carvão nacional, levando a um novo período áureo da ferrovia, entre os anos de 1983 e 1986, quando o transporte alcançou o nível de sete milhões de toneladas/ano. Com a superação da crise do petróleo e o fim da obrigação, em 1990, das siderúrgicas de utilizarem o mínimo de 20% do carvão nacional, e também com a paralisação da ICC em 1992, a demanda de transporte reduziu-se às necessidades de suprimento do Complexo Termoelétrico Jorge Lacerda, situada no município de Capivari de Baixo, cuja primeira unidade iniciou a operação em 1965.

## Estações, paradas e postos telefônicos
Denominação, imagem, data da inauguração, altitude (m), posição (m) do marco inicial em Imbituba e classificação. Situação na década de 1960.
| Denominação           | Imagem | Data inauguração | Altitude (m) | Posição (m) | Classificação |
| --------------------- | ------ | ---------------- | ------------ | ----------- | ------------- |
| Imbituba              |        | 9/1884           | 5,91         | 0,000       | Estação       |
| Vila Nova             |        | —                | 18,90        | 4,366       | Fechada       |
| Roça Grande           |        | 9/1884           | 7,30         | 12,128      | Telefone      |
| Visconde de Barbacena |        | 9/1884           | 8,82         | 25,700      | Estação       |
| Cabeçuda              |        | 9/1884           | 6,16         | 30,240      | Estação       |
| Km 37                 |        | —                | 14,77        | 36,554      | Fechada       |
| Estiva                |        | 9/1884           | 8,67         | 41,760      | Estação       |
| Capivari de Baixo     |        | 1940             | 17,54        | 46,759      | Estação       |
| Tubarão               |        | 1/9/1884         | 10,09        | 52,450      | Estação       |
| Oficinas              |        | —                | 7,00         | 53,480      | Telefone      |
| Pinheiros             |        | —                | 12,00        | 58,781      | Parada        |
| Km 9                  |        | —                | 13,00        | 61,504      | Parada        |
| Guarda                |        | 9/1884           | 16,00        | 63,494      | Estação       |
| Rio do Pouso          |        | 4/1949           | 20,00        | 66,674      | Parada        |
| Pedrinhas             |        | —                | 26,00        | 69,188      | Parada        |
| Braço do Norte        |        | 9/1884           | 29,32        | 71,214      | Parada        |
| Pedras Grandes        |        | 9/1884           | 39,70        | 77,470      | Estação       |
| Pindotiba             |        | 1/10/1908        | 58,28        | 83,770      | Parada        |
| Santa Clara           |        | —                | 75,00        | 88,348      | Parada        |
| Orleans               |        | 1/10/1884        | 99,32        | 95,260      | Estação       |
| Oratório              |        | —                | 133,00       | 101,102     | Parada        |
| Lauro Müller          |        | 1/10/1884        | 197,82       | 110,000     | Estação       |

As estações entre Lauro Müller e Imbituba eram, de acordo com o jornal "A Gazeta Orleanense", de 1918:
- Lauro Müller
- Oratório
- Km 99
- Orleans km 90
- Santa Clara
- Palmeiras
- Pedras Grandes
- Zabotti
- Braço do Norte
- Pedrinhas
- Km 68
- Guarda
- Km 63
- Pinheiros
- São João
- Oficinas Tubarão
- Km 50
- Km 48
- Capivari
- Estiva
- Km 37
- Km 34
- Cabeçuda
- Bifurcação
- Laguna
- Roça Grande
- Vila Nova
- Imbituba

O trem partia às 7,14 horas e chegava às 17,13 horas.

## Locomotivas
As duas primeiras locomotivas foram utilizadas nas obras de construção da ferrovia:
| Nº | Nome                  | Fabricante                  |
| 1  | Visconde de Barbacena | Hunslet Engine Company      |
| 2  | General Beadle        | Hunslet Engine Company      |
| 3  | D. Pedro II           | Nasmyth, Wilson and Company |
| 4  | D. Thereza Christina  | Nasmyth, Wilson and Company |
| 5  | Princeza              | Nasmyth, Wilson and Company |
| 6  | Santa Catarina        | Nasmyth, Wilson and Company |
| 7  | Tubarão               | Nasmyth, Wilson and Company |
| 8  | Laguna                | Nasmyth, Wilson and Company |

## As terras cortadas pela ferrovia
Walter Zumblick apresenta em seu livro sobre a ferrovia a lista das terras cortadas pela EFDTC.
| km                                | Proprietário                                                 | Local                  | Valor (em réis) |
| --------------------------------- | ------------------------------------------------------------ | ---------------------- | --------------- |
| 0,000 — 2,080                     | Visconde de Barbacena                                        | Imbituba               | Gratuito        |
| 2,080 — 2,485                     | Terrenos devolutos                                           | Imbituba               | Gratuito        |
| 2,485 — 3,690                     | Pedro José Pires                                             | Pai Leme               | 100$000         |
| 3,690 — 3,800                     | ?                                                            | ?                      | ?               |
| 3,800 — 4,300                     | João da C. Rodriguês                                         | Axam                   | 1:600$000       |
| 4,300 — 4,465                     | Rita Lopes (herdeiros)                                       | V. Nova                | Gratuito        |
| 4,465 — 4,675                     | Pe. Pedro G. T. Lopes (Pedro Gonçalves Teixeira Lopes)       | V. Nova                | Gratuito        |
| 4,675 — 4,790                     | Terrenos municipais                                          | V. Nova                | Gratuito        |
| 4,790 — 4,900                     | Pe. Pedro G. T. Lopes                                        | V. Nova                | Gratuito        |
| 4,900 — 4,925                     | João M. da Silveira                                          | V. Nova                | Gratuito        |
| 4,925 — 4,955                     | Delfina P. de Souza                                          | V. Nova                | Gratuito        |
| 4,955 — 5,000                     | Não existiam títulos                                         | V. Nova                | Gratuito        |
| 5,000 — 5,100                     | Lydia N. de S. Joaquim                                       | V. Nova                | Gratuito        |
| 5,100 — 5,163                     | Leopoldino de Souza                                          | V. Nova                | Gratuito        |
| 5,163 — 5,223                     | Não existiam títulos                                         | V. Nova                | Gratuito        |
| 5,223 — 5,365                     | Rita Lopes (herdeiros)                                       | V. Nova                | Gratuito        |
| 5,365 — 5,445                     | Pe. Pedro G. T. Lopes                                        | V. Nova                | Gratuito        |
| 5,445 — 5,512                     | Candido J. Nascimento                                        | V. Nova                | 80$000          |
| 5,512 — 5,670                     | Rita Lopes (herdeiros)                                       | V. Nova                | Gratuito        |
| 5,670 — 6,525                     | Não existiam títulos                                         | V. Nova                | Gratuito        |
| 6,525 — 6,650                     | Manoel A. da Silveira                                        | V. Nova                | Gratuito        |
| 6,650 — 6,655                     | ?                                                            | V. Nova                | ?               |
| 6,655 — 7,180                     | Rita Lopes (herdeiros)                                       | V. Nova                | Gratuito        |
| 7,180 — 7,248                     | Não existem títulos                                          | V. Nova                | Gratuito        |
| 7,248 — 7,500                     | Albino José Soares                                           | V. Nova                | 40$000          |
| 7,500 — 7,660                     | Não existem títulos                                          | V. Nova                | Gratuito        |
| 7,660 — 7,730                     | Rita Lopes (herdeiros)                                       | V. Nova                | Gratuito        |
| 7,730 — 7,875                     | Albino José Soares                                           | V. Nova                | Gratuito        |
| 7,875 — 8,000                     | Manoel P. da Costa                                           | V. Nova                | Gratuito        |
| 8,000 — 8,225                     | Albino José Soares                                           | V. Nova                | Gratuito        |
| 8,225 — 8,620                     | Não existiam títulos                                         | V. Nova                | Gratuito        |
| 8,620 — 9,110                     | Albino José Soares                                           | R. Grande              | Gratuito        |
| 9,110 — 9,400                     | Não existiam títulos                                         | R. Grande              | Gratuito        |
| 9,400 — 9,500                     | Anna Homem                                                   | R. Grande              | Gratuito        |
| 9,500 — 9,720                     | Jesuino de Mello                                             | R. Grande              | Gratuito        |
| 9,720 — 9,755                     | Não existiam títulos                                         | R. Grande              | Gratuito        |
| 9,755 — 9,790                     | Manoel A. da Silveira                                        | R. Grande              | Gratuito        |
| 9,790 — 9,955                     | Joaquim S. de Oliveira                                       | R. Grande              | Gratuito        |
| 9,955 — 10,730                    | Sem títulos                                                  | R. Grande              | Gratuito        |
| 10,730 — 10,850                   | Bernardo S. Silveira                                         | R. Grande              | Gratuito        |
| 10,850 — 11,045                   | Sem títulos                                                  | R. Grande              | Gratuito        |
| 11,045 — 11,447                   | Maria P. Gonçalves                                           | R. Grande              | 12$500          |
| 11,447 — 11,845                   | Sem títulos                                                  | R. Grande              | Gratuito        |
| 11,885 — 11,935                   | Silverio G. de Saibro                                        | R. Grande              | Gratuito        |
| 11,935 — 12,000                   | Manoel M. Machado                                            | R. Grande              | 6$000           |
| 12,000 — 12,055                   | Albino G. Machado                                            | R. Grande              | 10$000          |
| 12,055 — 12,090                   | Albino José Soares                                           | R. Grande              | Gratuito        |
| 12,090 — 12,115                   | Viuva Clarindo Alves                                         | R. Grande              | Gratuito        |
| 12,115 — 12,220                   | Amalia M. Machado                                            | R. Grande              | Gratuito        |
| 12,220 — 12,275                   | Sem títulos                                                  | R. Grande              | 28$000          |
| 12,275 — 12,312                   | Maria L. da Conceição                                        | R. Grande              | 28$000          |
| 12,312 — 12,430                   | Sem títulos                                                  | R. Grande              | 28$000          |
| 12,430 — 12,475                   | Pedro Cardoso Rosa                                           | R. Grande              | 7$000           |
| 12,475 — 12,507                   | Leopoldino S. Souza                                          | R. Grande              | 4$000           |
| 12,507 — 12,545                   | Quirino P. Ignacio                                           | R. Grande              | 4$000           |
| 12,545 — 12,750                   | Sem títulos                                                  | R. Grande              | 4$000           |
| 12,750 — 12,850                   | Pedro R. Fernandes                                           | R. Grande              | Gratuito        |
| 12,850 — 13,000                   | Viúva Clarindo Alves                                         | R. Grande              | Gratuito        |
| 13,000 — 13,030                   | Silvano B. Alves                                             | R. Grande              | 8$000           |
| 13,030 — 13,065                   | Mariano B. Alves                                             | R. Grande              | 5$000           |
| 13,065 — 13,770                   | Sem títulos                                                  | R. Grande              | Gratuito        |
| 13,770 — 13,840                   | Manoel Feliciano                                             | R. Grande              | Gratuito        |
| 13,840 — 13,870                   | Sem títulos                                                  | R. Grande              | 10$000          |
| 13,870 — 14,000                   | Feliciano L. Bittencourt                                     | R. Grande              | 12$000          |
| 14,000 — 14,163                   | Manoel C. Machado                                            | R. Grande              | Gratuito        |
| 14,163 — 14,465                   | Vitalina M. de Jesus                                         | R. Grande              | Gratuito        |
| 14,465 — 14,510                   | João Polic. Antonio                                          | R. Grande              | Gratuito        |
| 14,510 — 14,600                   | João Cand. Machado                                           | R. Grande              | Gratuito        |
| 14,600 — 14,720                   | Pedro de Souza Leal                                          | R. Grande              | Gratuito        |
| 14,720 — 14,860                   | Albino José Soares                                           | R. Grande              | Gratuito        |
| 14,860 — 14,950                   | Fructuoso A. Duarte                                          | R. Grande              | 6$000           |
| 14,950 — 15,220                   | João Cand. Machado                                           | R. Grande              | Gratuito        |
| 15,220 — 15,405                   | Vitalina M. de Jesus                                         | R. Grande              | Gratuito        |
| 15,405 — 15,550                   | João Cypriano                                                | R. Grande              | Gratuito        |
| 15,550 — 27,155 e 0,000 — 5,055   |                                                              | R. Grande              | ?               |
| 15,550 — 27,155 e 0,000 — 5,055   | (No ramal de Laguna) Sem títulos. Terrenos municipais        |                        | 13$500          |
| 27,155 — 27,355                   | João P. da S. Pinto                                          | Cruz                   | Gratuito        |
| 27,355 — 27,500                   | Manoel D. Pacheco                                            | Cruz                   | Gratuito        |
| 27,500 — 27,597                   | Sem títulos                                                  | Cruz                   | Gratuito        |
| 27,597 — 27,635                   | José Franc. de Gouvêa                                        | Cruz                   | 17$600          |
| 27,635 — 27,800                   | Henrique J. da Rosa                                          | Cruz                   | Gratuito        |
| 27,800 — 28,000                   | Alexandre P. dos Reis                                        | Cruz                   | Gratuito        |
| 28,000 — 28,500                   | Silvano F. J. da Silva                                       | Cruz                   | Gratuito        |
| 28,500 — 28,800                   | Maria Antonia de Quadros e Manoel M. Machado                 | Cruz                   | Gratuito        |
| 28,800 — 29,000                   | Joaquim de Brito                                             | Cabeçuda               | 100$000         |
| 29,000 — 29,200                   | Manoel H. Rodrigues e Pedro da C. Loreta                     | Cabeçuda               | 50$840          |
| 29,200 — 29,400                   | Manoel F. P. de Barcellos                                    | Cabeçuda               | 70$000          |
| 29,400 — 29,700                   | Rogerio H. Rodrigues, etc                                    | Cabeçuda               | 47$560          |
| 29,700 — 30,000                   | Manoel F. P. de Barcellos, etc                               | Cabeçuda               | 121$360         |
| 30,000 — 30,400                   | Sem títulos                                                  | Cabeçuda               | Gratuito        |
| 30,400 — 30,700                   | Antonio Jose da Silva                                        | Cabeçuda               | Gratuito        |
| 30,700 — 31,065                   | Sem títulos                                                  | Cabeçuda               | Gratuito        |
| 31,065 — 31,288                   | Camillo L. Ancantara                                         | Cabeçuda               | Gratuito        |
| 31,288 — 32,845                   | Ponte de Cabeçuda                                            |                        |                 |
| 32,845 — 33,030                   | Bernardino A. P. Magalhães                                   | Ponta das Larangeiras  |                 |
| 33,030 — 33,255                   | Ídem                                                         | Ponta das Larangeiras  | 600$000         |
| 33,255 — 33,660                   | Sem título                                                   | Ponta das Larangeiras  | parte           |
| 33,660 — 33,770                   | Eliseo R. de Souza                                           | Ponta das Larangeiras  | 35$000          |
| 33,770 — 33,785                   | Maria R. Maralhote                                           | Ponta das Larangeiras  | 20$000          |
| 33,785 — 33,830                   | Rita M. Florinda                                             | Ponta das Larangeiras  | 40$000          |
| 33,830 — 33,860                   | Manoel M. Fernandes                                          | Ponta das Larangeiras  | 200$000         |
| 33,860 — 33,930                   | Henrique Q. Gomes                                            | Ponta das Larangeiras  | Gratuito        |
| 33,930 — 33,950                   | Antonio S. Goulart                                           | Ponta das Larangeiras  | 150$000         |
| 33,950 — 34,000                   | Manoel. Ant.º Souza                                          | Ponta das Larangeiras  | Gratuito        |
| 34,000 — 34,060                   | ?                                                            | Ponta das Larangeiras  | Gratuito        |
| 34,060 — 34,145                   | Anna Rosa de Jesus                                           | Ponta das Larangeiras  | 63$000          |
| 34,145 — 34,250                   | Luiza M. Conceição                                           | Ponta das Larangeiras  | 75$000          |
| 34,250 — 34,350                   | Manoel C. d'Aguiar                                           | Ponta das Larangeiras  | Gratuito        |
| 34,350 — 34,497                   | Domingos C. Loreto                                           | Larangeiras            | Gratuito        |
| 34,497 — 34,585                   | José C. Rodrigues                                            | Larangeiras            | Gratuito        |
| 34,585 — 34,800                   | Manoel C. d'Aguiar                                           | Larangeiras            | 30$000          |
| 34,800 — 34,975                   | Joaquim d'Aguiar                                             | Larangeiras            | 120$000         |
| 34,975 — 35,127                   | Antonio S. Goulart                                           | Larangeiras            | Gratuito        |
| 35,127 — 35,170                   | Urbano S. Goulart                                            | Larangeiras            | Gratuito        |
| 35,170 — 35,210                   | Cypriano M. Jesus                                            | Larangeiras            | 20$000          |
| 35,210 — 35,280                   | Antônio M. Simões                                            | Larangeiras            | Gratuito        |
| 35,280 — 35,475                   | Urbano S. Goulart                                            | Larangeiras            | Gratuito        |
| 35,475 — 35,620                   | Luiz Marques, etc.                                           | Larangeiras            | 50$000          |
| 35,620 — 35,780                   | Camillo C. Pereira                                           | Larangeiras            | 90$000          |
| 35,780 — 35,895                   | Antonio Simões, etc.                                         | Larangeiras            | 60$000          |
| 35,895 — 36,035                   | Jeremias J. Costa                                            | Larangeiras            | Gratuito        |
| 36,035 — 36,120                   | João M. Simões                                               | Larangeiras            | 90$000          |
| 36,120 — 36,180                   | Herdeiros D. C. Pereira                                      | Larangeiras            | ?               |
| 36,180 — 36,290                   | José M. Simões                                               | Larangeiras            | Gratuito        |
| 36,290 — 36,350                   | Maria J. de Jesus                                            | Larangeiras            | Gratuito        |
| 36,350 — 36,375                   | Joaquim A. Marques                                           | Larangeiras            | 20$000          |
| 36,375 — 36,420                   | José M. Simões                                               | Larangeiras            | Gratuito        |
| 36,420 — 36,542                   | Custodio J. Pereira                                          | Larangeiras            | 100$000         |
| 36,542 — 36,575                   | Anna Cardoso                                                 | Larangeiras            | ?               |
| 36,575 — 36,625                   | ?                                                            | Larangeiras            | ?               |
| 36,625 — 36,700                   | Maria J. Marques                                             | Larangeiras            | 100$000         |
| 36,700 — 37,105                   | Luiz E. J. da Silva                                          | Larangeiras            | 150$000         |
| 36,700 — 37,105                   | José Martins Simões                                          | Larangeiras            | Gratuito        |
| 37,105 — 37,340                   | Custodio M. Simões                                           | Larangeiras            | Gratuito        |
| 37,340 — 37,460                   | Juiz J. de Campos                                            | Larangeiras            | 90$000          |
| 37,460 — 37,580                   | Joaquim A. Marques                                           | Larangeiras            | ?               |
| 37,580 — 37,650                   | Maria J. de Jesus                                            | Larangeiras            | 20$000          |
| 37,650 — 37,740                   | Manoel I. da Rosa                                            | Larangeiras            | ?               |
| 37,740 — 37,760                   | Luiz J. de Campos                                            | Santiago               | 90$000          |
| 37,760 — 38,020                   | Custodio M. Simões                                           | Santiago               | Gratuito        |
| 38,020 — 38,060                   | Marcolino J. Silva                                           | Santiago               | 15$000          |
| 38,060 — 38,140                   | João M. Simões                                               | Santiago               | 90$000          |
| 38,140 — 38,310                   | Luiz E. J. da Silva                                          | Santiago               | 150$000         |
| 38,310 — 38,390                   | Maria J. Marques                                             | Santiago               | 100$000         |
| 38,390 — 39,150                   | Custodio M. Simões                                           | Santiago               | Gratuito        |
| 38,829 — 39,120                   | Antonio C. Martins                                           | Larangeiras            | 350$000         |
| 39,120 — 39,360                   | Manoel e Elias Oliv.                                         | Larangeiras            | 150$000         |
| 39,150 — 39,310                   | Manoel e Elias Oliv.                                         | Taquarussu             | 250$000         |
| 39,310 — 40,070                   | Anacleto N. da Silva                                         | Taquarussu             | 300$000         |
| 40,070 — 41,090                   | Firmiano C. de Souza                                         | Taquarussu             | 30$000          |
| 41,090 — 41,115                   | ?                                                            | Taquarussu             | ?               |
| 41,115 — 41,163                   | Felicidade Sacramento                                        | Taquarussu             | 21$000          |
| 41,163 — 41,175                   | Luciano F. Guedes                                            | Taquarussu             | Gratuito        |
| 41,175 — 41,190                   | Prudencio J. Silva                                           | Taquarussu             | 50$000          |
| 41,190 — 41,205                   | Luciano F. Guedes                                            | Taquarussu             | Gratuito        |
| 41,205 — 41,310                   | Prudencio J. Silva                                           | Taquarussu             | 50$000          |
| 41,310 — 41,365                   | Estolano F. Medeiros                                         | Taquarussu             | 35$000          |
| 41,365 — 41,415                   | Emigdio Nascimento                                           | Taquarussu             | 30$000          |
| 41,415 — 41,780                   | Constança de Jesus                                           | Taquarussu             | 200$000         |
| 41,780 — 42,235                   | Manoel e José Germano                                        | Taquarussu             | ?               |
| 42,235 — 42,755                   | Serafim A. F. Rosa                                           | Estiva dos Pregos      | 750$000         |
| 42,755 — 43,420                   | Manoel S. Goulart                                            | Estiva dos Pregos      | Gratuito        |
| 43,420 — 43,588                   | Zeferino E. da Silva                                         | Estiva dos Pregos      | Gratuito        |
| 43,588 — 43,665                   | ?                                                            | Estiva dos Pregos      | ?               |
| 43,665 — 43,807                   | Zeferino E. da Silva                                         | Estiva dos Pregos      | Gratuito        |
| 43,807 — 43,978                   | Manoel Bento Silva                                           | Estiva dos Pregos      | 40$000          |
| 43,978 — 44,280                   | Joaquim Mendes Souza                                         | Estiva dos Pregos      | Gratuito        |
| 44,280 — 44,450                   | Feliciano M. Souza                                           | Estiva dos Pregos      | Gratuito        |
| 44,450 — 45,075                   | Maria J. de Jesus                                            | Estiva dos Pregos      | 20$000          |
| 45,075 — 45,165                   | Serafim Ouriques                                             | Estiva dos Pregos      | 25$000          |
| 45,165 — 45,250                   | Manoel S. Goulart                                            | Capivary               | Gratuito        |
| 45,250 — 45,365                   | Maria N. dos Anjos                                           | Capivary               | 30$000          |
| 45,365 — 45,465                   | Manoel S. Goulart                                            | Capivary               | Gratuito        |
| 45,465 — 46,100                   | Luiz A. de Oliveira                                          | Capivary               | 160$000         |
| 45,470 — 46,005                   | Pedro A. de Oliv., etc.                                      | Capivary               | 1:100$000       |
| 46,035 — 46,280                   | João A. de Oliveira                                          | Capivary               | 100$000         |
| 46,100 — 46,280                   | Albino Medeiros, etc.                                        | Capivary               | 160$000         |
| 46,278 — 46,450                   | Julio Manoel Medeiros                                        | Capivary               | ?               |
| 46,450 — 46,720                   | Severino M. de Souza                                         | Capivary               | 130$000         |
| 46,720 — 47,010                   | José Sever. Martins                                          | Capivary               | 100$000         |
| 47,010 — 47,155                   | João Ant. Rodrigues                                          | Capivary               | 108$000         |
| 47,155 — 47,322                   | Manoel Ant. Martins                                          | Capivary               | 120$000         |
| 47,322 — 47,425                   | Ant. Mart. Souza Filho                                       | Capivary               | 120$000         |
| 47,425 — 47,520                   | Custodia L. de Jesus                                         | Capivary               | 120$000         |
| 47,520 — 47,545                   | Maria Silvina de Jesus e outros                              | Capivary               | 401$600         |
| 47,545 — 47,785                   | Ant.º P. Costa Carneiro                                      | Capivary               | Gratuito        |
| 47,785 — 47,963                   | Pedro Manoel de Aguiar                                       | Capivary               | 200$000         |
| 47,963 — 48,000                   | Joaquim Tavares                                              | Capivary               | 30$000          |
| 48,000 — 48,200                   | Manoel A. O. Tavares                                         | Capivary               | 100$000         |
| 48,200 — 48,255                   | Ant.º R. de Figueiredo                                       | Capivary               | 80$000          |
| 48,255 — 48,355                   | Manoel Paes de Farias                                        | Capivary               | 120$000         |
| 48,355 — 48,465                   | João E. Mathias, etc.                                        | Capivary               | 240$000         |
| 48,465 — 48,520                   | Ignacio A. Nascimento                                        | Capivary               | 40$000          |
| 48,520 — 48,610                   | José Francisco Souza                                         | Capivary               | Gratuito        |
| 48,610 — 48,660                   | Manoel B. Oliveira                                           | Capivary               | 8$400           |
| 48,660 — 48,715                   | João B. de Souza                                             | Capivary               | 60$000          |
| 48,715 — 48,755                   | Manoel D. Quaresma                                           | Capivary               | 30$000          |
| 48,755 — 48,890                   | João da Silva Medeiros                                       | Capivary               | Gratuito        |
| 48,890 — 49,005                   | Policarpo I. de Faria                                        | Capivary               | 120$000         |
| 49,005 — 49,120                   | José Ignacio de Faria                                        | Capivary               | 120$000         |
| 49,120 — 49,170                   | Luiz Albino Oliveira                                         | Taquaras               | 150$000         |
| 49,170 — 49,318                   | ?                                                            | Taquaras               | ?               |
| 49,318 — 49,982                   | Custódio P. de Sampaio                                       | Passagem               | 240$000         |
| 49,982 — 50,060                   | Jesuino I. de Faria                                          | Passagem               | 96$000          |
| 50,060 — 50,195                   | João M. de Medeiros                                          | Villa do Tubarão       | 1:000$000       |
| 50,195 — 50,230                   | João José Medeiros                                           | Villa do Tubarão       | 120$000         |
| 50,230 — 50,265                   | Maria, filha de L. A. P. de Magalhães                        | Villa do Tubarão       | 348$000         |
| 50,265 — 50,280                   | ?                                                            | Villa do Tubarão       | ?               |
| 50,280 — 50,400                   | Agueda A. de Medeiros e Candida F. de Jesus                  | Villa do Tubarão       | 48$000          |
| 50,280 — 50,400                   | Bernardino A. P. Magalhães                                   | Villa do Tubarão       | Gratuito        |
| 50,400 — 50,485                   | Custódio P. de Sampaio                                       | Villa do Tubarão       | 1:200$000       |
| 50,485 — 50,530                   | Manoel Medeiros                                              | Villa do Tubarão       | 120$000         |
| 50,530 — 51,670                   | João A. de Medeiros                                          | Villa do Tubarão       | 4:000$000       |
| 51,670 — 51,775                   | José e Rosendo Fogaça                                        | Villa do Tubarão       | 450$000         |
| 51,775 — 51,952                   | Bernardino Magalhães                                         | Villa do Tubarão       | Gratuito        |
| 51,952 — 52,017                   | Maria J. de Sta. Rita e Leandro J. D. Silva                  | Villa do Tubarão       | 240$000         |
| 52,017 — 52,095                   | Patricio P. Magalhães                                        | Villa do Tubarão       | 200$000         |
| 52,095 — 52,140                   | Anna S. dos Santos, etc.                                     | Villa do Tubarão       | 350$000         |
| 52,140 — 52,330                   | João da Silva Medeiros                                       | Villa do Tubarão       | Gratuito        |
| 52,330 — 52,350                   | José da S. Araujo                                            | Villa do Tubarão       | 57$600          |
| 52,350 — 52,540                   | João da Silva Medeiros                                       | Villa do Tubarão       | Gratuito        |
| 52,540 — 52,625                   | João Machado Pacheco                                         | Villa do Tubarão       | Gratuito        |
| 52,625 — 52,735                   | Antonio da S. Medeiros                                       | Villa do Tubarão       | 2:000$000       |
| 52,735 — 52,805 e 52,760 — 52,815 | Florinda J. Madeira                                          | Villa do Tubarão       | 1:600$000       |
| 52,735 — 52,760 e 52,735 — 52,805 | Maria F. de Jesus e Filhos                                   | Villa do Tubarão       | 360$000         |
| 52,820 — 52,860                   | Ant.º Evaristo Nunes                                         | Villa do Tubarão       | 150$000         |
| 52,805 — 52,820                   | Orfãos Luiz e Francisca                                      | Villa do Tubarão       | 150$000         |
| 52,860 — 52,895                   | Ant.º Fernandes Vianna                                       | Villa do Tubarão       | 480$000         |
| 52,895 — 53,000 e 52,860 — 53,000 | Luis Martins Collaço                                         | Villa do Tubarão       | Gratuito        |
| 53,000 — 53,030                   | Januario J. Mendonça                                         | Villa do Tubarão       | 700$000         |
| 53,030 — 53,040                   | Francisco da C. Mattos                                       | Villa do Tubarão       | 150$000         |
| 53,040 — 53,250                   | José Teixeira Nunes                                          | Villa do Tubarão       | Gratuito        |
| 53,250 — 53,370                   | Henrique Feurschütte                                         | Villa do Tubarão       | 1:500$000       |
| 53,370 — 53,462                   | Diogo Teixeira Nunes                                         | Villa do Tubarão       | 3:000$000       |
| 53,462 — 53,585                   | Florinda da C. Bessa                                         | Villa do Tubarão       | 3:000$000       |
| 53,585 — 53,710                   | Luis Martins Collaço                                         | Villa do Tubarão       | Gratuito        |
| 53,710 — 53,795                   | José Ant.º d'Amorim                                          | Villa do Tubarão       | 250$000         |
| 53,795 — 53,910                   | Manoel A. Teixeira                                           | Villa do Tubarão       | 280$000         |
| 53,910 — 53,967                   | José Graccher                                                | Villa do Tubarão       | 280$000         |
| 53,967 — 54,003                   | José maria Gnecco                                            | Villa do Tubarão       | 150$000         |
| 54,003 — 54,103                   | José P. de Carvalho                                          | Villa do Tubarão       | 200$000         |
| 54,103 — 54,175                   | Emerencio F. Vieira                                          | Villa do Tubarão       | 200$000         |
| 54,175 — 54,267                   | Perpetua Maria Jesus                                         | Villa do Tubarão       | 160$000         |
| 54,267 — 54,380                   | Manoel F. Figueredo                                          | Villa do Tubarão       | 812$000         |
| 54,380 — 54,797                   | Órfãos filhos de João Machado Pacheco e Luiz P. de Sampaio   | Villa do Tubarão       | 3:000$000       |
| 54,797 — 55,143                   | José P. de Carvalho                                          | Villa do Tubarão       | 350$000         |
| 55,143 — 55,550                   | João Const. da Silva                                         | Villa do Tubarão       | 303$000         |
| 55,320 — 55,550                   | Marcos F. Medeiros                                           | Villa do Tubarão       | 349$650         |
| 55,550 — 55,707                   | Jesuino de O. Passos                                         | Poço Fundo             | 600$000         |
| 55,707 — 55,853                   | Felisbino J. Silva                                           | Poço Grande            | 50$000          |
| 55,853 — 56,065                   | Antonio Corrêa Souza                                         | Poço Grande            | 120$000         |
| 56,065 — 56,155                   | Manoel Corrêa de Souza e Silva e Manoel Constantino da Silva | Poço Grande            | 38$400          |
| 56,155 — 56,200                   | Antonio Corrêa Souza                                         | Poço Grande            | 100$000         |
| 56,200 — 56,320                   | João Frederico Foesten                                       | Poço Grande            | 300$000         |
| 56,320 — 56,430                   | Simeão J. Velloso                                            | Poço Grande            | Gratuito        |
| 56,430 — 56,460                   | Jorge Vanner                                                 | Poço Grande            | 500$000         |
| 56,460 — 56,688                   | Desiderio da S. Cascais                                      | São João               | 1:516$000       |
| 56,688 — 56,815                   | ?                                                            | São João               | ?               |
| 56,815 — 56,985                   | José A. do Livramento                                        | São João               | 80$000          |
| 56,815 — 56,985                   | Antonio J. da Silva                                          | Poço Grande            | 1:500$000       |
| 56,985 — 57,020                   | Antonio Pereira de Lira                                      | São João               | 88$000          |
| 57,020 — 57,115                   | Pedro Elias de Godoy                                         | São João               | 120$000         |
| 57,115 — 57,160                   | Manoel de S. Brasil                                          | São João               | 45$600          |
| 57,160 — 57,205                   | Ernesto de G. Rabello                                        | São João               | 120$000         |
| 57,205 — 57,280                   | Rosa Joaquina Jesus                                          | São João               | 60$000          |
| 57,280 — 57,333                   | João D. de Figueredo                                         | São João               | 100$000         |
| 57,333 — 57,370                   | José F. de Amorim                                            | São João               | 55$000          |
| 57,370 — 57,437                   | Domingos F. Machado                                          | São João               | 309$200         |
| 57,437 — 57,470                   | Marcellino A. de Souza                                       | São João               | 320$000         |
| 57,470 — 57,635                   | Domingos F. Machado                                          | São João               | 100$000         |
| 57,635 — 57,810                   | Custodio P. Sampaio Jr.                                      | São João               | 250$000         |
| 57,810 — 57,977                   | Anna A. de Mendonça                                          | São João               | 200$000         |
| 57,977 — 58,270                   | Antonio R. de Souza                                          | São João               | 319$200         |
| 58,270 — 58,378                   | João Matheus Goulart                                         | São João               | 115$200         |
| 58,378 — 58,410                   | Minervina A. Mendonça                                        | São João               | 100$000         |
| 58,410 — 58,455                   | Luiz H. do Nascimento                                        | São João               | 44$400          |
| 58,455 — 58,500                   | Menores João e Prudencia                                     | São João               | 40$000          |
| 58,500 — 58,530                   | Minervina A. Mendonça                                        | São João               | 100$000         |
| 58,530 — 58,675                   | Joaquim A. da Silveira                                       | São João               | 90$000          |
| 58,675 — 58,830                   | Manoel B. da Silva                                           | São João               | 182$800         |
| 58,830 — 58,855                   | Antonio José da Rosa                                         | São João               | 45$000          |
| 58,855 — 58,935                   | João José da Rosa                                            | São João               | Gratuito        |
| 58,935 — 58,942                   | Januario M. Mendonça                                         | São João               | ?               |
| 58,942 — 58,953                   | Antonio José da Rosa                                         | São João               | 45$000          |
| 58,953 — 58,956 e 58,975 — 58,998 | Prudencio José da Rosa                                       | São João               | 55$000          |
| 58,956 — 58,975                   | Não existe título                                            | São João               | —               |
| 58,998 — 59,110                   | Lucas Pereira Gomes                                          | São João               | Gratuito        |
| 59,110 — 59,160                   | Manoel M. Oliveira                                           | São João               | 230$000         |
| 59,160 — 59,200                   | Manoel P. da Silva                                           | São João               | 32$000          |
| 59,200 — 59,310                   | Zeferino P. Gomes                                            | São João               | 32$000          |
| 59,310 — 59,338                   | Fernando & Cabral                                            | São João               | 100$000         |
| 59,338 — 59,342                   | Januario de Mendonça                                         | São João               | ?               |
| 59,342 — 59,385                   | Minervina A. Mendonça                                        | São João               | 100$000         |
| 59,385 — 59,563                   | Henrique A. Maria                                            | São João               | 400$000         |
| 59,563 — 59,588                   | Joaquim A. da Silveira                                       | São João               | 70$000          |
| 59,588 — 59,600                   | Manoel F. Maria                                              | São João               | 40$000          |
| 59,600 — 59,680                   | Fernando & Cabral                                            | São João               | 100$000         |
| 59,680 — 59,710                   | José Pedro de Algarve                                        | São João               | 50$000          |
| 59,710 — 59,790                   | Lucas Ruf. Fernandes                                         | São João               | 900$000         |
| 59,790 — 59,878                   | Florinda M. J. Madeira                                       | São João               | 1:600$000       |
| 59,878 — 59,900                   | Iria M. de Jesus, etc.                                       | São João               | 50$000          |
| 59,900 — 59,915                   | Anna Fraga                                                   | São João               | 45$000          |
| 59,915 — 59,928                   | Iria M. de Jesus, etc.                                       | São João               | 50$000          |
| 59,928 — 59,954                   | Leopoldino C. de Souza                                       | São João               | 380$000         |
| 59,954 — 60,312                   | Manoel C. Souza e Silva                                      | São João               | 671$000         |
| 60,312 — 60,780                   | Manoel Luiz Mendes                                           | Pinheiros              | 1:554$400       |
| 60,780 — 60,850                   | Não existe título                                            | Pinheiros              |                 |
| 60,850 — 60,930                   | Rufina M. Conceição                                          | Pinheiros              | 80$000          |
| 60,930 — 61,093                   | José Antonio Amorim                                          | Pinheiros              | 350$000         |
| 61,093 — 61,200                   | Visconde de Barbacena                                        | Pinheiros              | Gratuito        |
| 61,200 — 61,220                   | Laurinda A. Oliveira                                         | Pinheiros              | 130$000         |
| 61,220 — 61,262                   | Antonio J. de Amorim                                         | Pinheiros              | 150$000         |
| 61,201 — (Lastro)                 | Antonio da S. Fraga                                          | Pinheiros              | 1:550$000       |
| 61,262 — 61,620                   | Bernardo A. Silva                                            | Pinheiros              | 300$000         |
| 61,620 — 61,705                   | José Silvano da Silva                                        | Pinheiros              | 200$000         |
| 61,705 — 61,755                   | Pedro A. Livramento                                          | Pinheiros              | 50$000          |
| 61,755 — 61,800                   | Felisbino J. Wansuit                                         | Pinheiros              | 150$000         |
| 61,800 — 61,860                   | ?                                                            | Pinheiros              | ?               |
| 61,860 — 61,990                   | Manoel G. Farias, etc.                                       | Guarda                 | 200$000         |
| 61,990 — 62,165                   | Felisbino J. Wansuit                                         | Guarda                 | 150$000         |
| 62,165 — 62,220                   | Silvano Lourenço Silva                                       | Pinheiros              | 50$000          |
| 62,220 — 62,273                   | José Silvano da Silva                                        | Pinheiros              | 200$000         |
| 62,273 — 62,500                   | Rufino Joaquim Silva                                         | Guarda                 | 150$000         |
| 62,500 — 62,780                   | Bernardo C. de Souza                                         | Guarda                 | 800$000         |
| 62,780 — 62,825                   | Visconde de Barbacena                                        | Guarda                 | Gratuito        |
| 62,825 — 62,895                   | Mentecapto J. Antunes Teixeira                               | Guarda                 | 152$000         |
| 62,895 — 63,070                   | Orphão A. A. Martins                                         | Guarda                 | 80$000          |
| 63,750 — ?                        | Candido R. do Nascimento                                     | Guarda                 | 2:500$000       |
| 63,070 — 63,120                   | Pedro A. Martins                                             | Guarda                 | 80$000          |
| 63,120 — 63,140                   |                                                              | Guarda                 | 20$000          |
| 63,140 — 63,200                   | Órphão A. A. Martins                                         | Guarda                 | 80$000          |
| 63,200 — 63,310                   | Francisco Dutra                                              | Guarda                 | 15$000          |
| 63,310 — 63,490                   | Mentecapto J. Antunes Teixeira                               | Guarda                 | 152$000         |
| 63,490 — 63,755                   | Florinda M. de J. Madeira                                    | Guarda                 | 483$200         |
| 63,755 — 64,290                   | Herculano M. Franco                                          | Guarda                 | ?               |
| 64,290 — 64,583                   | Antonio J. Medeiros Jr.                                      | Guarda                 | Gratuito        |
| 64,583 — 64,882                   | Orphão Manoel A. Teixeira                                    | Guarda                 | 280$000         |
| 64,882 — 65,440                   | Marcellino A. Souza                                          | Guarda                 | 320$000         |
| 65,440 — 66,593                   | Her. Manoel T. Nunes                                         | Guarda                 | Gratuito        |
| 66,593 — 66,825                   | Francisco C. Matto                                           | Guarda                 | 150$000         |
| 66,825 — 67,320                   | Mentecapto J. Antunes Teixeira                               | Caxoeira da Espingarda | 152$000         |
| 67,320 — 67,722                   | Leopoldino C. de Souza                                       | Pennas de Patos        | 380$000         |
| 67,722 — 68,160                   | Thomas Pereira Netto                                         | Guarda                 | 300$000         |
| 68,160 — 69,000                   | ?                                                            | ?                      | ?               |
| 69,000 — 70,000                   | José Maria Gnecco                                            | Pedrinhas              | 80$000          |
| 69,000 — 70,000                   | João Cabral de Mello                                         | Pedrinhas              | 150$000         |
| 69,000 — 70,000                   | Antonio A. de Souza                                          | Pedrinhas              | 80$000          |
| 69,000 — 70,000                   | Marcellino Ant. Souza                                        | Pedrinhas              | 50$000          |
| 60,000 — 70,000                   | J. L. Collaço e P. L. Collaço                                | Pedrinhas              | Gratuito        |
| 60,000 — 70,000                   | Vicente Ferreira Rosa                                        | Pedrinhas              | 150$000         |
| 69,747 — 69,780                   | Manoel V. Ferreira                                           | Pedrinhas              | 10$000          |
| 69,780 — 70,040                   | Vicente Ferreira Rosa                                        | Pedrinhas              | 118$600         |
| 70,040 — 70,085                   | Polucena Rosa de Jesus                                       | Pedrinhas              | 40$000          |
| 70,085 — 70,120                   | Manoel Luiz Mendes                                           | Pedrinhas              | 100$000         |
| 70,120 — 70,225                   | Candido R. Nascimento                                        | Pedrinhas              | 100$000         |
| 70,225 — 70,240                   | Clara Maria Pedroso                                          | Pedrinhas              | 15$000          |
| 70,240 — 70,263                   | Maria Floriano Pedroso                                       | Pedrinhas              | 15$000          |
| 70,263 — 70,300                   | Bertholino de Souza                                          | Pedrinhas              | 30$000          |
| 70,300 — 70,350                   | Jorge Scheffer                                               | Pedrinhas              | 30$000          |
| 70,350 — 70,375                   | Luiz José Pereira                                            | Pedrinhas              | 20$000          |
| 70,375 — 70,387                   | Maria Rosa de Jesus                                          | Pedrinhas              | 10$000          |
| 70,387 — 70,433                   | Joaquim J. Pereira                                           | Pedrinhas              | 25$000          |
| 70,433 — 70,540                   | Antonio P. da C. Carneiro                                    | Pedrinhas              | Gratuito        |
| 70,540 — 70,660                   | Leopoldina A. Santos                                         | Pedrinhas              | 148$000         |
| 70,660 — 70,880                   | Domingos S. Goulart                                          | Pedrinhas              | 48$000          |
| 70,660 — 70,880                   | Rosa Maria Goulart                                           | Pedrinhas              | 31$000          |
| 70,880 — 71,458                   | Orphãos de João Machado Pacheco e Luiz Pinto de Sampaio      | Pedrinhas              | 3:000$000       |
| 71,458 — 71,507                   | ?                                                            | Pedrinhas              | ?               |
| 71,507 — 71,514                   | Manoel F. da Rosa                                            | Pedrinhas              | 110$000         |
| 71,514 — 71,790                   | Manoel José Pinto                                            | P. Grandes             | 300$000         |
| 71,790 — 71,940                   | Ramiro F. Godinho                                            | Pedrinhas              | 591$000         |
| 71,940 — 72,062                   | Antonio F. da Rosa                                           | Pedrinhas              | 200$000         |
| 72,062 — 72,195                   | Manoel F. Teixeira                                           | Pedrinhas              | 150$000         |
| 72,195 — 72,480                   | Marco Luiz Fernandes                                         | Pedrinhas              | 350$000         |
| 72,480 — 73,020                   | Antonio F. da Rosa                                           | Pedrinhas              | 200$000         |
| 73,020 — 73,800                   | Ramiro F. Godinho                                            | Pedrinhas              | 591$000         |
| 73,800 — 74,160                   | Antonio F. Godinho                                           | Pedrinhas              | 196$800         |
| 71,000 — 72,000                   | Henrique P. Alves e Alexandrina P. de Ulyssea                | Pedrinhas              | 900$000         |
| 74,160 — 74,507                   | Tournieux Estevão                                            | P. Grandes             | 102$000         |
| ?                                 | Pedro Goul. de Souza                                         | Pedrinhas              | Gratuito        |
| 74,507 — 75,110                   | João Pereira Cardoso                                         | P. Grandes             | 400$000         |
| 76,000 —                          | Rita F. Godinho                                              | P. Grandes             | 50$000          |
| 76,000 —                          | Victal A. Medeiros                                           | P. Grandes             | Gratuito        |
| 75,000 — 76,000                   | Manoel J. Pereira                                            | P. Grandes             | 50$000          |
| 75,110 — 75,200                   | Felisbino J. Oliveira                                        | P. Grandes             | 65$000          |
| 75,200 — 75,400                   | Joaquim R. da Cunha                                          | P. Grandes             | 90$000          |
| 75,400 — 75,560                   | Tutor Ramiro F. Godinho                                      | P. Grandes             | 77$760          |
| 75,560 — 76,220                   | Orphãos de J. Machado Pacheco e Luiz Pinto de Sampaio        | Ilhota                 | 3:000$000       |
| 76,220 — 76,250                   | Manoel Santos Barreto                                        | P. Grandes             | ?               |
| 76,250 — 76,590                   | Albino B. de Oliveira                                        | P. Grandes             | 170$000         |
| 76,590 — 76,665                   | Alipio José Pereira                                          | P. Grandes             | 36$000          |
| 76,665 — 76,860                   | Albino J. Pereira                                            | P. Grandes             | 906$000         |
| 76,860 — 77,160                   | Vitalina Rosa de Jesus                                       | P. Grandes             | 100$000         |
| 77,160 — 77,420                   | Antonio F. Madeira                                           | P. Grandes             | 120$000         |
| 77,420 — 77,860                   | Vitalina Rosa de Jesus                                       | P. Grandes             | 100$000         |
| 77,860 — 77,915                   | Candido Machado Rosa                                         | P. Grandes             | 200$000         |
| 77,915 — 77,960                   | Antonio J. de Amorim                                         | P. Grandes             | 150$000         |
| 77,960 — 78,017                   | João Antunes Sobrinho                                        | P. Grandes             | Gratuito        |
| 78,017 — 78,022                   | Comelli Ricardo                                              | P. Grandes             | 175$000         |
| 78,022 — 78,105                   | Carlos Sarzano & Cia.                                        | P. Grandes             | ?               |
| 78,105 — 78,197                   | Antonio P. C. Carneiro                                       | P. Grandes             | Gratuito        |
| 78,197 — 78,220                   | ?                                                            | P. Grandes             | ?               |
| 78,220 — 78,380                   | Custodio P. de Sampaio                                       | P. Grandes             | 240$000         |
| 78,380 — 78,437                   | Custodio P. de Sampaio                                       | P. Grandes             | 350$000         |
| 78,437 — 78,580                   | Bernardino A. Pinto de Magalhães                             | P. Grandes             | 600$000         |
| 78,580 — 78,940                   | ?                                                            | P. Grandes             | ?               |
| 78,940 — 79,580                   | Manoel Luiz Martins                                          | P. Grandes             | Gratuito        |
| 79,580 — 79,900                   | Leopoldina A. Santos                                         | P. Grandes             | 148$000         |
| 79,900 — 80,757                   | Francisca Candida de Souza Reis e Antonio M. da Rosa         | Raposa                 | 600$000         |
| 80,757 — 80,797                   | ?                                                            | Raposa                 | ?               |
| 80,797 — 81,060                   | Jeremias Alves Santos                                        | Raposa                 | 150$000         |
| 81,000 — 81,220                   | Pedro Antonio Martins                                        | Raposa                 | 80$000          |
| 81,220 — 81,320                   | Pedro J. de Miranda                                          | Raposa                 | 66$000          |
| 81,320 — 81,550                   | Jeremias Alves Santos                                        | Raposa                 | 100$000         |
| 81,550 — 81,900                   | Camilla Eufrasia Jesus                                       | Raposa                 | Gratuito        |
| 81,900 — 82,150                   | Josephina M. Eufrasia                                        | Raposa                 | 110$000         |
| 82,150 — 82,460                   | João Rodrigues Miranda                                       | Raposa                 | ?               |
| 82,460 — 82,800                   | Manoel Antonio Dias                                          | Raposa                 | 50$000          |
| 82,800 — 82,820                   | Manoel C. Barbosa                                            | Raposa                 | 35$000          |
| 82,820 — 82,840                   | João Adriano de Freitas                                      | Raposa                 | 50$000          |
| 82,840 — 82,870                   | Manoel Luiz Mendes                                           | Raposa                 | 100$000         |
| 82,870 — 82,900                   | João Adriano de Freitas                                      | Raposa                 | 110$000         |
| 82,900 — 83,280                   | Delfino A. de Freitas                                        | Raposa                 | 450$000         |
| 83,280 — 83,725                   | Joaquim C. Barbosa                                           | Raposa                 | 500$000         |
| 83,725 — 84,813                   | José, João e Delfino A. de Freitas                           | Raposa                 | ?               |
| 84,300 — 84,400                   | Delfino A. de Freitas                                        | Raposa                 | Gratuito        |
| 84,813 — 85,195                   | Antonio J. Medeiros Jor.                                     | Raposa                 | Gratuito        |
| 85,195 — 86,920                   | Manoel R. Miranda                                            | Raposa                 | Gratuito        |
| 86,920 — 87,020                   | João Pedro Miranda                                           | Raposa                 | Gratuito        |
| 87,020 — 87,120                   | Manoel J. de Miranda e Francisco Henriques                   | Raposa                 | 85$000          |
| 87,120 — 87,320                   | Anna e Minervina Alves de Mendonça                           | Raposa                 | 150$000         |
| 87,320 — 87,417                   | Candida Cypriano de Jesus e outros                           | Raposa                 | 72$000          |
| 87,417 — 87,705                   | José Joaquim Espindola                                       | Raposa                 | Gratuito        |
| 87,705 — 88,483                   | Antonio J. Medeiros Jr.                                      | Raposa                 | Gratuito        |
| ?                                 | José Alves dos Santos                                        | Raposa                 | 170$000         |
| 88,483 — 88,668                   | José Joaquim Espindola                                       | Raposa                 | Gratuito        |
| 88,668 — 90,720                   | Antonio J. Medeiros Jr.                                      | Raposa                 | Gratuito        |
| 90,720 — 91,280                   | Custodio P. Sampaio Jr.                                      | Raposa                 | 250$000         |
| 91,280 — 93,885                   | Maria Joaquina de Souza, Claudina Vieira e outros            | Raposa                 | ?               |
| 93,885 — 94,110                   | Anna e Minervina Alves de Mendonça                           | Raposa                 | 150$000         |
| 94,110 — 94,183                   | João Pedro Miranda                                           | Raposa                 | Gratuito        |
| 94,183 — 94,255                   | Francisco S. de Souza                                        | Raposa                 | 60$000          |
| 94,255 — 94,325                   | Candida Cypriano de Jesus e outros                           | Raposa                 | 72$000          |
| 94,325 — 94,400                   | Maria C. de Jesus                                            | Raposa                 | ?               |
| 94,400 — 94,573                   | Manoel R. Miranda                                            | Raposa                 | Gratuito        |
| 94,573 — 96,373                   | S. A. o Príncipe Conde D'Eu                                  | Raposa                 | ?               |
| 96,373 — 96,425                   | ?                                                            | Raposa                 | ?               |
| 96,425 — 99,913                   | Alexandre Pacheco dos Reis e outros                          | Raposa                 | Gratuito        |
| 99,913 — 99,950                   | ?                                                            | Raposa                 | ?               |
| 99,950 — 103,605                  | S. A. o Príncipe Conde D'Eu                                  | Raposa                 | ?               |
| 103,605 — 103,645                 | ?                                                            | Raposa                 | ?               |
| 103,645 — 105,155                 | João C. Greenhalgh                                           | Oratório               | Gratuito        |
| 105,155 — 105,185                 | ?                                                            | Oratório               | ?               |
| 105,185 — 107,600                 | Alexandre Pacheco dos Reis e outros                          | Oratório               | Gratuito        |
| 107,600 — 111,188                 | Visconde de Barbacena                                        | Minas                  | Gratuito        |
| ?                                 | Pedro José Pires                                             | Pae Leme               | 100$000         |
| 42,240 — 42,600                   | Serafim A. Ferreira da Rosa                                  | Estiva dos Pregos      | 150$000         |
| 64,640 — 64,840                   | Manoel A. Teixeira                                           | Guarda                 | Gratuito        |
| 86,000 —                          | Perpetua A. da Rosa                                          | Raposa                 | 30$000          |
| 96,000 —                          | Francisco Jorge Fernandes                                    | Raposa                 | Gratuito        |
| 89,240 — 89,440                   | Francisco Jorge Fernandes                                    | Morro da Herva         | Gratuito        |
| 104,000 —                         | Manoel Fernandes Luz                                         | Oratório               | Gratuito        |
| 104,000 —                         | Manoel Luiz Mendes                                           | Pedrinhas              | 500$000         |
| Ramal de Laguna                   |                                                              |                        |                 |
| 5,000 —                           | Justino M. de Souza                                          | Laguna                 | 50$000          |
| 0,000 — 5,055                     | Terrenos municipais                                          | Laguna                 | ?               |
| 5,055 — 5,073                     | José F. Pimentel                                             | Laguna                 | 200$000         |
| 5,073 — 5,090                     | João I. Machado                                              | Laguna                 | 120$000         |
| 5,090 — 5,107                     | José Fernandes Lima                                          | Laguna                 | 780$000         |
| 5,107 — 5,126                     | Manoel S. de Souza Cobra                                     | Laguna                 | 200$000         |
| 5,126 — 5,154                     | José M. Nascimento                                           | Laguna                 | 220$000         |
| 5,154 — 5,163                     | Filhos de Antonio C. Moraes                                  | Laguna                 | 120$000         |
| 5,163 — 5,201                     | Josephina M. de S.                                           | Laguna                 | 570$000         |
| 5,201 — 5,239                     | José Fernandes Lima                                          | Laguna                 | 780$000         |
| Estação da Laguna                 | José Pedro Algarve                                           | Laguna                 | 100$000         |
| Estação da Laguna                 | José Pedro Algarve                                           | Laguna                 | 40$000          |
| Estação da Laguna                 | Laurinda T. Ferreira                                         | Laguna                 | 80$000          |
| Estação da Laguna                 | Laurinda T. Ferreira                                         | Laguna                 | 220$000         |
| Estação da Laguna                 | João P. de Souza                                             | Laguna                 | 80$000          |
| Estação da Laguna                 | Lino F. Teixeira                                             | Laguna                 | 40$000          |
| Estação da Laguna                 | Lino Teixeira                                                | Laguna                 | 80$000          |
| Estação da Laguna                 | Julio S. dos Santos                                          | Laguna                 | 200$000         |
| Estação da Laguna                 | Julio S. dos Santos                                          | Laguna                 | 200$000         |
| Estação da Laguna                 | Joaquina M. de Jesus                                         | Laguna                 | 30$000          |
| Estação da Laguna                 | Maria Rosa de Jesus por s/ filhos menores                    | Laguna                 | 100$000         |

## Tabela de preços, 1941
Tabela de preços publicada no "Guia do Estado de S. Catharina, 2º Volume: Parte Commercial, 1941":

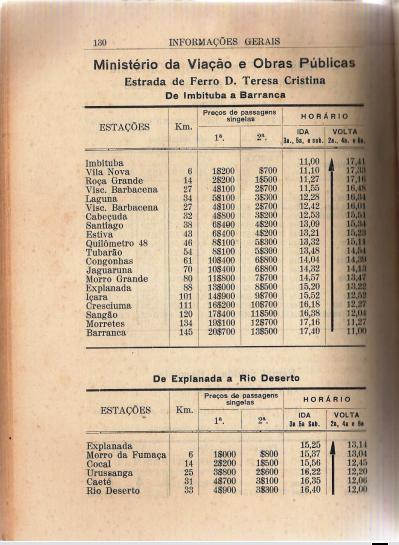

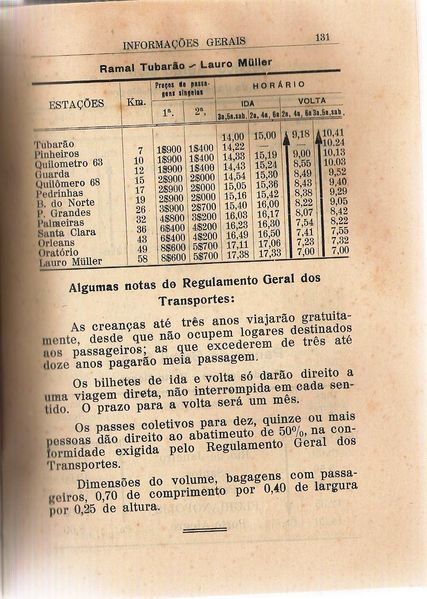

Na página 371 do mesmo guia consta, referente ao município de Orleans, em informações para viajantes, meios de transporte: cavalos - aluguel 5$000 (cinco mil-reis) por dia.